# John Sublime
Pour les articles homonymes, voir sublime (homonymie).
John Sublime est un super-vilain appartenant à l'univers de Marvel Comics. Il est apparu pour la première fois dans New X-men Annual 2001.

## Origines
L'homme qui se fait appeler John Sublime est en fait une bactérie mutante, douée de conscience, née au début de l'apparition de la vie sur Terre. Elle infecta de multiples hôtes et fut, selon elle, le chaînon manquant qui permit à l'homme et même aux premiers êtres vivants d'être créés. Incapable d'infecter les personnes porteuses du gène X, Sublime voyait les mutants comme une menace à exterminer.
Au début du XXIe siècle, il prit le contrôle de son hôte, le docteur Sublime, et grimpa les échelons du pouvoir pour devenir directeur du projet Weapon Plus, travaillant sur la création d'armes vivantes (Captain America, Fantomex en font partie...). Il installa secrètement un ancien soldat défiguré, Malcolm Colcord, à la tête de Weapon X, ce qui amena la Guerre des Programmes.
Toujours sous l'identité du docteur, il créa le Mouvement TransEspèces et les homo perfectus, aussi baptisés U-Men (une secte militaire d'humains qui se greffent des organes de mutant pour obtenir leurs pouvoirs et vivent dans des combinaisons pour ne pas être souillés par le monde). Il fut l'instigateur indirect de la révolte étudiante menée par le Gang Omega de Quentin Quire à l'Institut Xavier. Les troubles provoquèrent la mort de deux élèves : Sophie des Cinq-en-Une, et Dummy, un mutant au corps gazeux. Lors d'un affrontement entre les X-Men et des U-Men à NYC, il fut projeté par Emma Frost à travers la fenêtre d'un immeuble. Il survécut à la chute et retourna diriger Weapon Plus dans l'ombre.
Chamber infiltra Weapon X, et Brent Jackson lui demanda d'assassiner Sublime. Chamber l'incinéra mais le docteur se régénéra. Au même moment, Sublime engagea Dents de Sabre pour qu'il lui livre Mister Sinistre et ses secrets génétiques.
Le M-Day calma les ardeurs de Sublime, qui voyait alors moins les mutants comme une menace.

## Autres versions
Sa dernière apparition date de la saga Here Comes Tomorrow de Grant Morrison durant laquelle il prend le contrôle du corps du Fauve et où il dirige une armée de « diabolos » (des diables créés génétiquement et possédant les pouvoirs des différents X-Men) 152 ans plus tard. Il est tué par Phénix à la suite de l'absorption d'un sérum contenant le sang de cette dernière, lui octroyant des pouvoirs très puissants.

## Pouvoirs
- Sublime est une bactérie microscopique qui peut prendre possession d'un corps humain. Il donne à son hôte un puissant pouvoir de régénération.